# Саво Ковач
Сава Ковач (Морче код Требиња, 1906 — 1946) био је командант Љубомирског четничког батаљона. Завршио војну академију Краљевине Срба, Хрвата и Словенаца и постао ађутант краља Александра I Карађорђевића и бавио се обавештајним радом.

## Биографија
Послије одласка из земље младог краља Петара II Карађорђевића са Капиног поља код Никшића, 1941. године, долази у родни крај и стаје на чело народа у одбрани од усташа. У љето 1941. године командовао је љубомирским четничким батаљоном када су поразили усташе у селу Моско, на путу Требиње-Билећа. Чин четничког војводе је добио од Илије Трифуновића-Бирчанина 1942. године. Са својим батаљоном је био 1942. и дио 1943. године у Книнској Крајини и Лици. Командовао је одбраном Грачаца, у Лици, јануара 1943. године од усташких снага. Није хтио да се преда комунистима и борио се до смрти 1946. године. Он је рођени брат Благоја Ковача, личног пратиоца генерала Драгољуба Михаиловића.

## Страдање породице Ковач
Отац војводе Саве Ковача звао се Шћепан Ковач (1871—1945) а породица је живела у Љубомиру. Предање каже да се породица Ковач доселила са Чева из Црне Горе у другој половини 18. века у Љубомир и делом у Морчe а потичу од братства Мићуновића. Шћепан је изродио петоро деце, од тога синове: Гаврило као најстарији, потом Саву (1906—1946), Благоја (1912—1946) и Стевана (1920—1945) и кћерку Савету (1921—1945). Из породице Ковач су сви били на страни четника Драже Михаиловића, сви су погинули осим најстаријег, војводу Саву су убили комунисти а једини је остао жив Гаврило Ковач (1903—2002). Данас је најстарији изданак породице Ковач Гаврилов син Шћепан Ковач. За Благоја Ковача, који је био ађутант ђенерала Драгољуба Драже Михаиловића зна се да је погинуо при хапшењу ђенерала Драже од стране ОЗН-е 12/13. март 1946. у селу Добрунска река код Вишеграда. Оца Шћепана и сестру им Савету комунисти су заједно стрељали 1945. као издајнике јер нису хтели да одају где се крије војвода Сава Ковач.{

## Галерија
- Данило Салатић и Саво Ковач
- Отац Савин, Шћепан Ковач (1871—1945)
- Гаврило (1903—2002), једини преживели из породице
- Јелисавета Ковач (1921—1945), рођена сестра
- Споменик Дражиној пратњи, место где је погинуо Благоје Ковач
- Шћепо Ковач код споменика стрицу Благоју